# Philippe Jordan

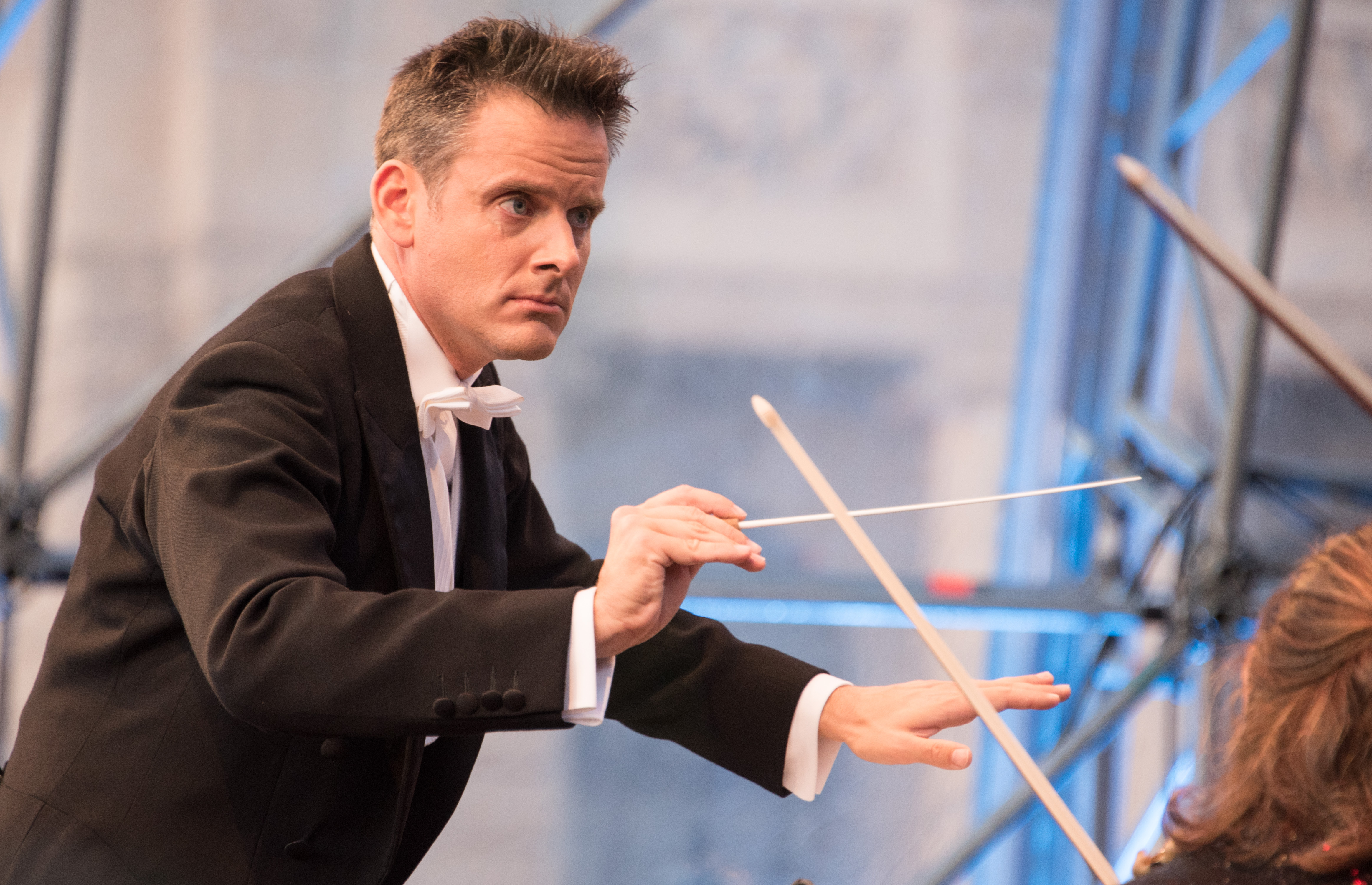
Philippe Jordan dirigeert de 9e symfonie van Beethoven, Fest der Freude, Wenen (2015)

Philippe Jordan (Zürich, 18 oktober 1974) is een Zwitsers dirigent.

## Biografie
Jordan is de zoon van de Zwitserse dirigent Armin Jordan (1932-2006). Hij studeerde piano en viool en ging op zijn 16e naar het conservatorium van Zürich. In 1994 assisteerde hij Jeffrey Tate bij diens uitvoering van Der Ring des Nibelungen van Richard Wagner in het Théâtre du Châtelet in Parijs. Het seizoen erop debuteerde hij als dirigent in de Koninklijke Muntschouwburg te Brussel. In het seizoen 2008/2009 dirigeerde hij zijn eerste Ring in de opera van zijn geboortestad. 
Sinds het seizoen 2009/2010 is hij chef-dirigent van het Orchestre de l'Opéra national de Paris en meteen het seizoen erna gaf hij er al de twee eerste delen van de Ring. De Ring werd opnieuw integraal gegeven in Parijs in het zogenaamde Festival du Ring tussen 18 en 26 juni 2013.
Jordan heeft tal van (top)orkesten gedirigeerd en was te gast op de festivals van Bayreuth en van Salzburg. Met ingang van het seizoen 2014/2015 is Jordan benoemd tot chef-dirigent van de Wiener Symphoniker.

## Discografie / DVD's
- Georges Bizet - Carmen (2003)
- Jules Massenet - Werther (2005)
- Ferrucio Busoni - Doktor Faust (2006)
- Beethoven - Pianoconcert nr. 1 & 5 (2008)
- Beethoven - Pianoconcert nr. 4 (2008)
- Richard Strauss - Salome (2008)
- Richard Wagner - Tannhäuser (2008)
- Beethoven - Pianoconcert nr. 2 & 3 (2009)
- Strauss - Eine Alpensinfonie (2010)